# Zaren-Pokal 1938
Der Zaren-Pokal 1938 war die erste Austragung des Pokalwettbewerbs im Fußball in Bulgarien. Pokalsieger wurde der FK '13 Sofia im Finale gegen den FK Lewski Russe.

## Modus
In allen Runden wurde der Sieger in einem Spiel ermittelt. Stand es nach der regulären Spielzeit von 90 Minuten unentschieden, kam es zur Verlängerung von zweimal 15 Minuten. Falls danach immer noch kein Sieger feststand, wurde das Spiel wiederholt.

## Teilnehmer
| - FK Belite Orli Plewen - FK Bulgaria Chaskowo - Chadschi Slawtschew Pawlikeni - Georgi Draschew Jambol - Lewski Dupniza - FK Lewski Russe - SC Maria Luisa Lom - Nicola Simow Targowischte | - FK Pobeda Warna - Sportklub Plowdiw - FK '13 Sofia - Sportbezirk Pirin XI - Swetoslaw Stara Sagora - SC Trjawna - FK Lewski Burgas - Zar Krum Bjala Slatina |

## Achtelfinale
| Datum      |                        | Ergebnis |                               |
| ---------- | ---------------------- | -------- | ----------------------------- |
| 04.09.1938 | FK '13 Sofia           | 1 3:0 1  | SC Maria Luisa Lom            |
| 04.09.1938 | Zar Krum Bjala Slatina | 1 0:3 1  | FK Belite Orli Plewen         |
| 04.09.1938 | SC Trjawna             | 3:1      | Swetoslaw Stara Sagora        |
| 04.09.1938 | Lewski Dupniza         | 3:1      | Sportbezirk Pirin XI          |
| 04.09.1938 | FK Lewski Russe        | 7:5      | Chadschi Slawtschew Pawlikeni |
| 04.09.1938 | FK Pobeda Warna        | 4:0      | Nicola Simow Targowischte     |
| 04.09.1938 | Georgi Draschew Jambol | 0:4      | FK Lewski Burgas              |
| 04.09.1938 | Sportklub Plowdiw      | 5:0      | FK Bulgaria Chaskowo          |

## Viertelfinale
| Datum      |                   | Ergebnis |                       |
| ---------- | ----------------- | -------- | --------------------- |
| 11.09.1938 | FK Pobeda Warna   | 2:3      | FK Belite Orli Plewen |
| 11.09.1938 | FK Lewski Burgas  | 3:0      | SC Trjawna            |
| 11.09.1938 | Lewski Dupniza    | 0:1      | FK '13 Sofia          |
| 11.09.1938 | Sportklub Plowdiw | 1:2      | FK Lewski Russe       |

## Halbfinale
| Datum      |                       | Ergebnis |                  |
| ---------- | --------------------- | -------- | ---------------- |
| 18.09.1938 | FK Lewski Russe       | 6:3      | FK Lewski Burgas |
| 18.09.1938 | FK Belite Orli Plewen | 1:7      | FK '13 Sofia     |

## Finale
| Paarung         | FK '13 Sofia – FK Lewski Russe |
| Ergebnis        | 3:0 2 |
| Datum           | 3. Oktober 1938 |
| Stadion         | Junak-Stadion, Sofia |
| Zuschauer       | 10.000 |
| Schiedsrichter  | Wassil Kawaldschiew |
| Tore            | 0:1 Dimitar Toporow (8.) 1:1 Borislaw Asparuchow (16.) 2:1 Wassil Tabakow (31.) 3:1 Krum Stoitschkow (80.)                                                                                   |
| FK '13 Sofia    | Atanas Talew – Jordan Iliew, Petar Iwanow – Boris Pentschew, Stefan Kalatschew, Borislaw Kamenski – Nikola Nikolow, Borislaw Asparuchow, Krum Stoitschkow, Losan Kozew, Wassil Tabakow       |
| FK Lewski Russe | Marko Nikolow – Prodan Nikolow, Borislaw Pejtschew – Konstantin Nowakow , Radoslaw Dukow, Venzeslaw Angelow – Todor Laltschew, Todor Goranow, Dimitar Toporow, Schami Pinkas, Sider Dimitrow |